# Cal Pubill d'en Ton
Cal Pubill d'en Ton és una obra del poble de l'Ametlla de Segarra, al municipi de Montoliu de Segarra (Segarra) inclosa a l'Inventari del Patrimoni Arquitectònic de Catalunya.

## Descripció

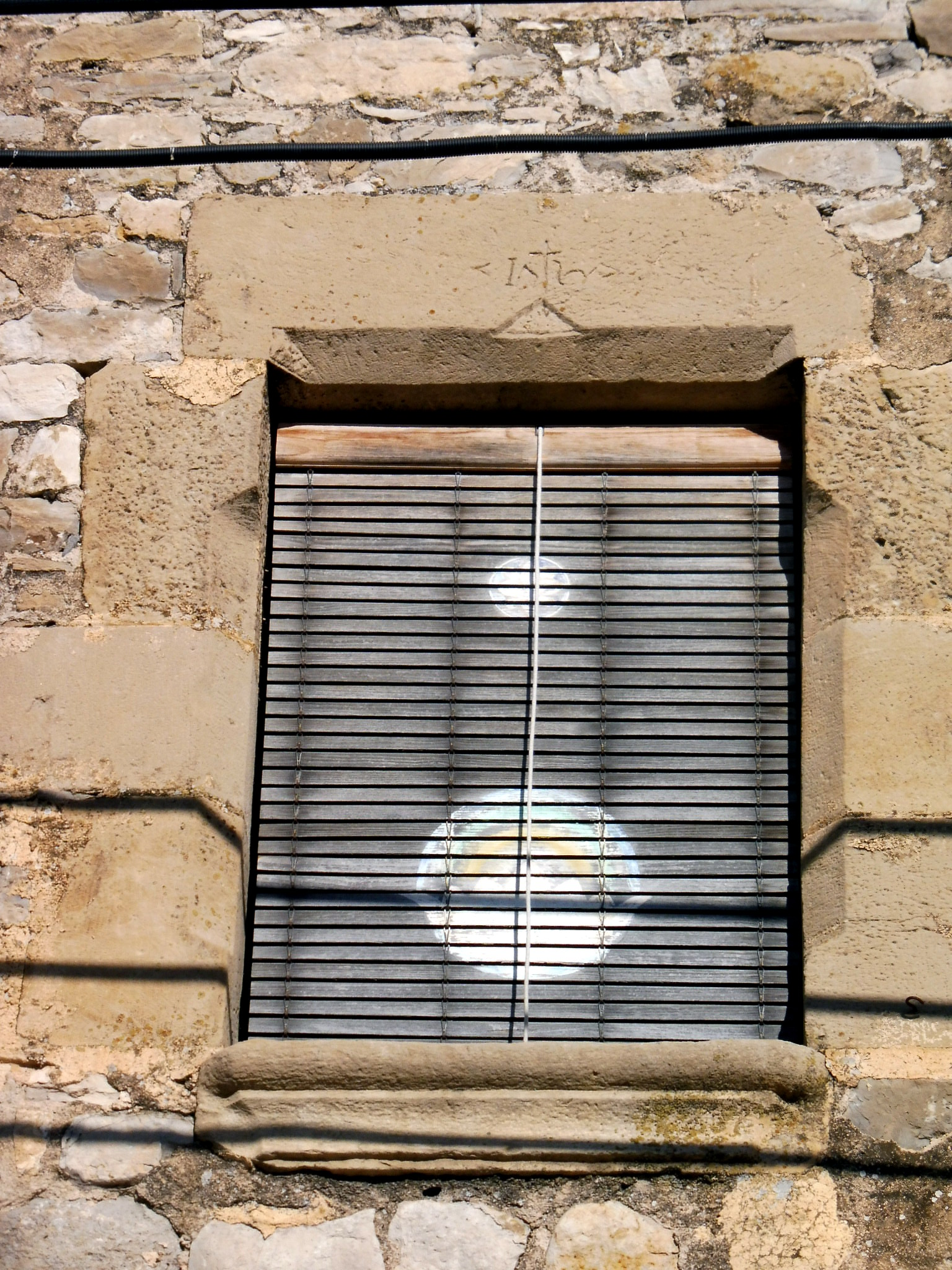
Detall d'una finestra

Casa situada entre mitgeres, dins del nucli urbà del poble. L'edifici de planta rectangular, s'estructura a partir de planta baixa, primer pis i golfes, amb coberta exterior a doble vessant. S'accedeix a la porta d'accés a partir d'unes escales, i aquesta aprofita i s'integra en una part de l'antiga estructura d'arc de mig punt adovellat. En aquesta planta baixa, també hi ha restes d'un gran arc adovellat, actualment paredat, clar signe d'una porta d'accés a la part agrícola de la casa, actualment adaptada com a garatge. El primer pis, presenta tres obertures, concretament un balcó i dos finestres. Destaquem el treball motllurat de les llindes monolítiques d'aquestes finestres, que evidencien un estil gòtic tardà. L'obra presenta un parament paredat, així com carreus de pedra del país per les estructures d'arc de mig punt i per les obertures del primer pis i golfes.